# Marcia Haydée

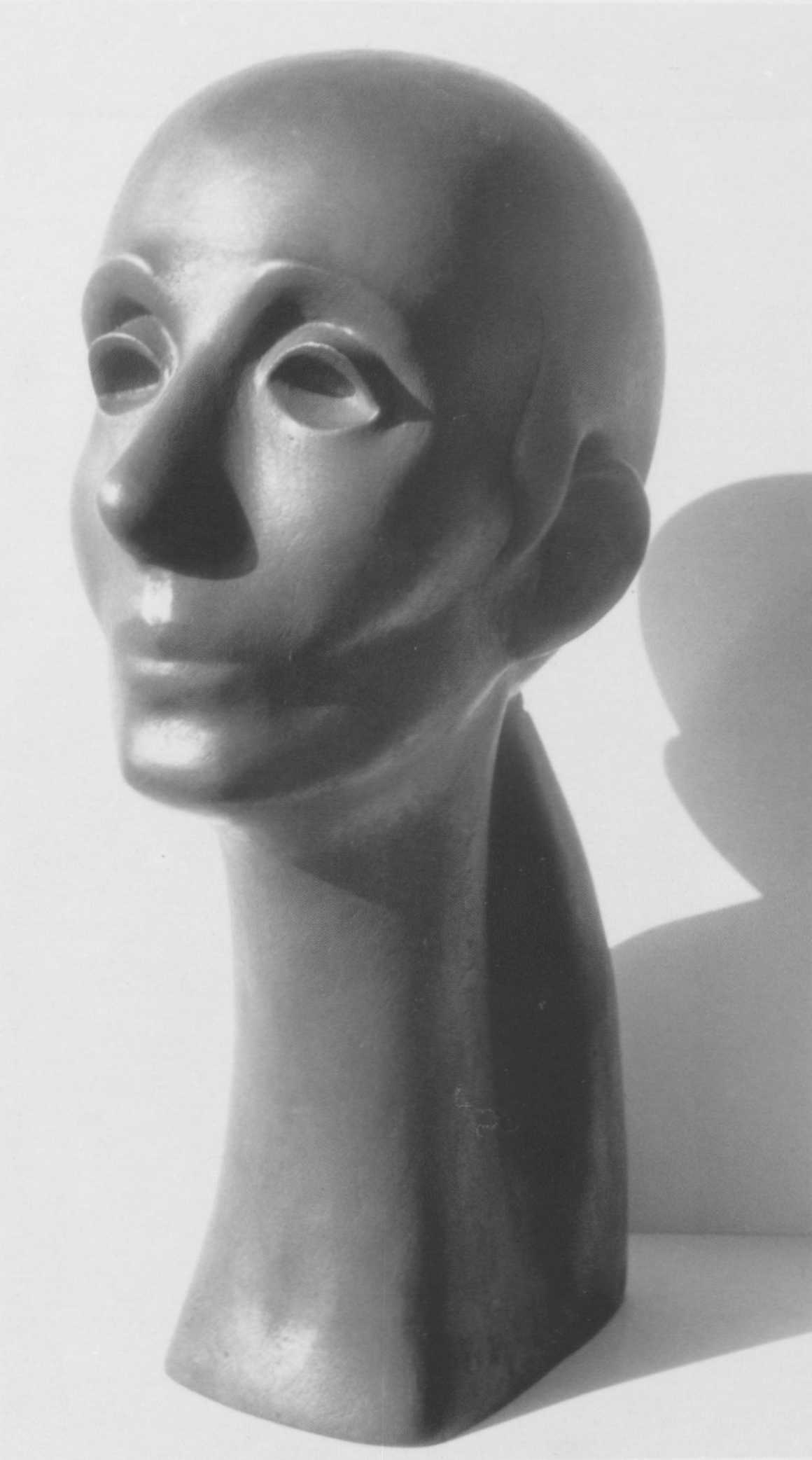
Porträt Marcia Haydée von Eva Zippel, 1989

Marcia Haydée, eigentlich Márcia Haydée Salaverry Pereira da Silva, (* 18. April 1937 in Niterói, Brasilien) ist eine brasilianische Tänzerin, Choreografin und Ballettdirektorin. Sie gilt als eine der großen Ballerinen des 20. Jahrhunderts und ist auch für ihre schauspielerischen Fähigkeiten anerkannt. Berühmte Tanzpartner waren etwa Rudolf Nurejew, Mikhail Baryshnikov und Richard Cragun.

## Leben
Marcia Haydée wuchs in Rio de Janeiro als Tochter eines Arztes auf. Ihre internationale Karriere begann mit dem Debüt in Rio de Janeiro im Jahr 1953. Nach einem mehrjährigen Engagement beim Grand Ballet du Marquis de Cuevas kam Marcia Haydée 1961 nach Stuttgart. Sie nahm ein Engagement des Generalintendanten Walter Erich Schäfer zur Mitarbeit am Stuttgarter Ballett an, wo sie unter der Leitung von John Cranko Primaballerina wurde.
Der Durchbruch zum Weltruhm gelang ihr 1962 in Romeo und Julia, später kreierte sie die Hauptrollen in Crankos Onegin und Der Widerspenstigen Zähmung, letztere mit Richard Cragun, der über 30 Jahre lang ihr regelmäßiger Tanzpartner war. Die Stuttgarter Compagnie wurde eine der führenden Balletttruppen der ganzen Welt. Nach dem Tod John Crankos übernahm 1974 zunächst der US-Amerikaner Glen Tetley die Direktion der Truppe, 1976 wurde Haydée zur Ballettdirektorin ernannt. Sie arbeitete auch mit anderen zeitgenössischen Tänzern und Choreografen – etwa mit John Neumeier, der ihr sein Ballett Kameliendame gewidmet hat, und Maurice Béjart zusammen. Als Direktorin in Stuttgart förderte sie gezielt den Nachwuchs wie etwa William Forsythe, heute einer der wichtigsten Choreografen der Welt, Uwe Scholz oder Renato Zanella. Sie zeigte auch eigene Choreografien: 1987 Dornröschen und 1989 Giselle. Von 1994 bis 1996 leitete sie sowohl die Ballett-Compagnie von Stuttgart als auch von Santiago de Chile. Marcia Haydée nahm 1996 Abschied vom Stuttgarter Ballett. Seit 2002 leitete sie wieder das Ballett von Santiago de Chile im Teatro Municipal, sie ging mit dem Ensemble weltweit auf Tournee und zeigte nun Tanztheater. Im Dezember 2020 beendete sie ihre Direktion in Santiago de Chile, bleibt aber als internationale Beraterin der Kompanie verbunden.
Marcia Haydée lebte 16 Jahre mit Richard Cragun zusammen, später neun Jahre mit dem Tänzer Jean-Christophe Blavier. Seit 1995 ist sie mit ihrem Yoga-Lehrer Günther Schöberl verheiratet.

## Ehrungen und Auszeichnungen
Marcia Haydée erhielt im Jahr 1975 die Verdienstmedaille des Landes Baden-Württemberg. 1991 wurde sie mit der Bürgermedaille der Stadt Stuttgart geehrt. Im März 2009 wurde sie mit dem Großen Verdienstkreuz mit Stern ausgezeichnet.

## Filmografie
- Die Kameliendame. Spielfilm/Tanzfilm, Deutschland, 1987, 129 Min., Regie: John Neumeier, Produktion: NDR, Polyphon
- Golgotha. Spielfilm, Deutschland, Bulgarien, 1994, 125 Min., Regie: Mikhail Pandoursky, Produktion: Pandora Film
- Poem – Ich setzte den Fuß in die Luft und sie trug. Spielfilm, Literaturverfilmung, Deutschland, 2000/02, 92 Min., Regie: Ralf Schmerberg, Produktion: Trigger Happy Productions
- M. for Marcia. Marcia Haydée - die Tanzlegende des 20. Jahrhunderts. Dokumentation, 2006, 52 Min., ein Film von Jean Christophe Blavier, Produktion: moving-angel GmbH (DVD)
- Marcia Haydée – Das Schönste kommt noch!. Dokumentation, 2007, 45 Min., ein Film von Jean Christophe Blavier (langjähriger Tanzpartner Haydeés), Produktion: ZDFtheaterkanal, moving-angel GmbH, Erstausstrahlung: 3sat, 15. Dezember 2007

## Publikationen
- Marcia Haydée: Mein Leben für den Tanz. DVA, Stuttgart 1996, ISBN 3-421-05027-9
- Marcia Haydée: John Cranko. Mit einer Einleitung von Walter Erich Schäfer. Belser, Stuttgart 1973, ISBN 3-7630-9014-2